# Discografia de Sophia Abrahão
A discografia de Sophia Abrahão, uma cantora brasileira, consiste em um álbum de estúdio, três extended plays (EPs),  12 singles e 13 vídeos musicais. Durante a turnê de despedida do Rebeldes e após o fim de Rebelde (2011–12), banda e telenovela nas quais Abrahão foi integrante e uma dos protagonistas, respectivamente, ela lançou o seu single de estreia intitulado "Sem Você", em parceria com seu primo e cantor Brian Cohen, em novembro de 2012. Em março de 2013, ela lançou mais um single com Cohen, intitulado "Não Quero Mais". O Rebeldes fez sua última apresentação em 4 de maio de 2013, em Belo Horizonte. Em agosto de 2013, foi anunciado que Abrahão havia assinado contrato com a Sony Music Brasil e em seguida lançou os singles "É Você" e "Flores", em agosto e dezembro de 2013, respectivamente.
Em julho de 2014, ela lançou o seu EP de estreia autointitulado Sophia. Apesar dela ter contrato com a Sony Music até então, o EP foi lançado de forma independente. As faixas "Deixa Estar", "No Final" e "Tudo que Eu Sempre Quis" foram lançadas como primeiro, segundo e terceiro singles do EP, respectivamente. Em junho de 2015, foi revelado que Abrahão assinou contrato com o escritório FS Produções Artísticas e em outubro, lançou seu álbum de estreia autointitulado Sophia Abrahão. A faixa "Náufrago" foi lançada como o único single do álbum em setembro de 2015. Em abril de 2016, ela lançou o single "Sou Fatal". Em abril de 2017, Abrahão lançou o single "O Bom É que Passa" e em novembro, lançou o seu segundo EP Dance!. "Rebola" foi lançada como o único single do EP em outubro de 2017. A faixa contém participação do DJ Boss In Drama.

## Álbuns

### Álbuns de estúdio
| Álbum          | Detalhes |
| -------------- | --- |
| Sophia Abrahão | - Lançamento: 16 de outubro de 2015 - Formato(s): CD, download digital, streaming - Gravadora(s): FS Produções Artísticas |

### Extended plays
| Álbum                        | Detalhes |
| ---------------------------- | --- |
| Sophia                       | - Lançamento: 14 de julho de 2014 - Formato(s): Download digital, streaming - Gravadora(s): Independente    |
| Dance!                       | - Lançamento: 17 de novembro de 2017 - Formato(s): Download digital, streaming - Gravadora(s): Independente |
| Músicas que Guardei pra Você | - Lançamento: 17 de setembro de 2021 - Formato(s): Download digital, streaming - Gravadora(s): Independente |

## Singles
| Título                                          | Ano  | Álbum                          |
| ----------------------------------------------- | ---- | ------------------------------ |
| "Sem Você" (com Brian Cohen)                    | 2012 | Não adicionados à nenhum álbum |
| "Não Quero Mais" (com Brian Cohen)              | 2013 | Não adicionados à nenhum álbum |
| "É Você"                                        | 2013 | Não adicionados à nenhum álbum |
| "Flores"                                        | 2013 | Não adicionados à nenhum álbum |
| "Deixa Estar (Another Home)" (part. Pagan John) | 2014 | Sophia                         |
| "No Final"                                      | 2015 | Sophia                         |
| "Tudo que Eu Sempre Quis"                       | 2015 | Sophia                         |
| "Náufrago"                                      | 2015 | Sophia Abrahão                 |
| "Sou Fatal"                                     | 2016 | Não adicionados à nenhum álbum |
| "O Bom É que Passa"                             | 2017 | Não adicionados à nenhum álbum |
| "Rebola" (part. Boss In Drama)                  | 2017 | Dance!                         |
| "Suas Razões"                                   | 2020 | Não adicionado à nenhum álbum  |

## Outras aparições
| Título                          | Ano  | Outro(s) artista(s) | Álbum                           |
| ------------------------------- | ---- | ------------------- | ------------------------------- |
| "Mágica do Amor / Por Enquanto" | 2014 | Oba Oba Samba House | Ao Vivo no Rio                  |
| "Carrossel"                     | 2016 | Fernando Zor        | FS Loop 360º - Ao Vivo          |
| "Pelúcia"                       | 2016 | Nenhum              | FS Loop 360º - Ao Vivo          |
| "Deixa Estar (Another Home)"    | 2017 | Pagan John          | Ao Vivo no Auditório Ibirapuera |

## Vídeos musicais
| Título                                          | Ano  | Diretor(es)                 | Ref.   |
| ----------------------------------------------- | ---- | --------------------------- | ------ |
| "Sem Você" (com Brian Cohen)                    | 2012 | Gabriel Pignataro           | [ 7 ]  |
| "Não Quero Mais" (com Brian Cohen)              | 2013 | Gabriel Pignataro           | [ 18 ] |
| "É Você"                                        | 2013 | Bruno Fioravanti            | [ 19 ] |
| "Flores"                                        | 2014 | Bruno Fioravanti            | [ 20 ] |
| "Deixa Estar (Another Home)" (part. Pagan John) | 2014 | Gustavo Pagan               | [ 9 ]  |
| "No Final"                                      | 2015 | Bruno Fioravanti            | [ 10 ] |
| "Tudo que Eu Sempre Quis"                       | 2015 | Bruno Fioravanti            | [ 11 ] |
| "Náufrago"                                      | 2015 | Alex Batista                | [ 12 ] |
| "Sou Fatal"                                     | 2016 | Thiago Calviño              | [ 21 ] |
| "Deixa Eu Gostar de Você"                       | 2016 | Jacques Dequeker            | [ 22 ] |
| "O Bom É que Passa"                             | 2017 | Sérgio Malheiros            | [ 4 ]  |
| "Rebola" (part. Boss In Drama)                  | 2018 | Sérgio Malheiros            | [ 23 ] |
| "Suas Razões"                                   | 2020 | Bruno Reis e Sophia Abrahão | [ 13 ] |

| Título                    | Ano  | Artista principal   | Diretor(es)           | Ref.          |
| ------------------------- | ---- | ------------------- | --------------------- | ------------- |
| "Algo Mais"               | 2011 | LaDama              | Land Moribe e Tchello | [ 24 ] [ 25 ] |
| "Essa Noite Eu Vou Ficar" | 2013 | Micael              | Adolpho Knauth        | [ 26 ]        |
| "Anjo de Cabelos Longos"  | 2015 | Fernando & Sorocaba | —                     | [ 27 ]        |
| "Sonha Comigo"            | 2016 | Rafael Vitti        | —                     | [ 28 ]        |
| "Galinheiro"              | 2020 | Hiran               | —                     | [ 29 ]        |